# Lourdes Pérez
 (août 2025).
Pour les articles homonymes, voir Pérez.
Lourdes Pérez Iturraspe est une joueuse de hockey sur gazon argentine. Elle évolue au poste de gardien de but au San Isidro Club et avec l'équipe nationale argentine.

## Biographie
Elle est née le 16 février 2000 à Buenos Aires.

## Carrière
- Elle a été appelée en équipe première en février 2022 pour concourir à la Ligue professionnelle 2021-2022 sans jouer le moindre match[2].

## Palmarès
- : 1re aux Jeux olympiques de la jeunesse en 2018.
- : 1re à la Ligue professionnelle 2021-2022.